# Stephen Chow (episcop)
Stephen Chow (n. 7 august 1959, Hong Kong, Imperiul Britanic) este un cleric chinez, din 2021 episcop romano-catolic de Hong Kong.

## Studii
A studiat psihologia și filozofia la Universitatea din Minnesota. În anul 1984 a intrat în Societatea lui Isus, după care a studiat teologia la Dublin.

## Cariera bisericească
În data de 30 septembrie 2023 a fost ridicat la demnitatea de cardinal de papa Francisc.